# 가타마에촌
가타마에촌(潟前村)은 니가타현 니시칸바라군에 설치되었던 촌이다.